# Hylarana elberti
Hylarana elberti är en groddjursart som först beskrevs av Roux 1911.  Hylarana elberti ingår i släktet Hylarana och familjen egentliga grodor. IUCN kategoriserar arten globalt som livskraftig. Inga underarter finns listade i Catalogue of Life.